# 1880 en Ontario
Chronologie de l'Ontario
- 1876
- 1877
- 1878
- 1879
- 1880
- 1881
- 1882
- 1883
- 1884

Cette page concerne des événements d'actualité qui se sont produits durant l'année 1880 dans la province canadienne de l'Ontario.

## Politique
- Premier ministre: Oliver Mowat (Parti libéral)
- Chef de l'Opposition: William Ralph Meredith (Parti conservateur)
- Lieutenant-gouverneur: Donald Alexander Macdonald (en) puis John Beverley Robinson (en)
- Législature: 4e (en)

## Événements

### Janvier
- 9 janvier : le conservateur William Jelly (en) est élu député provincial de Dufferin à la suite de la démission du même parti John Barr (en).
- 22 janvier : le libéral Donald Greenfield MacDonell (en) est élu député fédéral de Lanark-Nord à la suite de la mort du même parti Daniel Galbraith (en) le 17 décembre 1879.
- 23 janvier : le conservateur Joseph Kerr (en) est réélu député provincial de Stormont (en).
- 27 janvier : le libéral-conservateur Darby Bergin (en) est réélu député fédéral de Cornwall face à son adversaire de l'ancien député libéral Alexander Francis Macdonald.
- 30 janvier : le conservateur Alexander Robertson (en) est réélu député provincial de Hastings-Ouest.

### Février
- 4 février : Cinq membres de la famille Donnelly (en) sont tués près de Lucan Biddulph (en) dans le comté de Middlesex[1]. Les 13 suspects seront finalement arrêtés le lendemain[2].

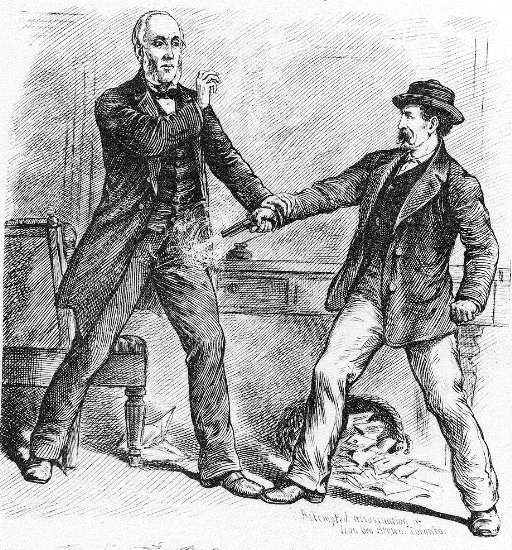
George Brown face à George Bennett en tirant sur sa jambe

- 14 février : Louise du Royaume-Uni, femme du gouverneur général du Canada John Campbell et fille de la reine Victoria a été blessé à un accident de traineau de cheval dans une rue de la capitale fédérale d'Ottawa.

### Mars
- 25 mars : un ancien employé du Globe (en) George Bennett (en) abattu en blessant le sénateur et père de la confédération George Brown en tirant avec son fusil sur sa jambe au bureau du journal à Toronto. Le suspect est finalement arrêté et qui sera comparaître en cour. Brown décide de quitte le sénat afin de guérir sa jambe.

### Mai
- 4 mai : l'ancien premier ministre de l'Ontario et député de Durham-Ouest Edward Blake devient le nouveau chef du Parti libéral du Canada. Il succède à l'ancien premier ministre du Canada et l'actuel député de Lambton, Alexander Mackenzie.
- 9 mai : George Brown, malgré qui n'a pas réussi à guérir sa jambe, est décédé de sa blessure à l'âge de 61 ans.

### Juillet
- 1er juillet : le député conservateur fédéral de Toronto-Ouest et ancien maire de Toronto John Beverley Robinson (en) succède à Donald Alexander Macdonald (en) au poste de lieutenant-gouverneur.
- 16 juillet : Emily Stowe devient la première femme médecin à pratiquer la médecine en Ontario et au Canada.
- 23 juillet : George Bennett (en), accusé d'avoir battu avec son fusil à George Brown en mars dernier, est maintenant pendu.

### Août
- 28 août : lors des deux élections partielles fédérales, le libéral-conservateur et inventeur d'un moulin George Wheler (en) est réélu de sa circonscription de l'Ontario-Nord face à son adversaire de l'ancien député conservateur William Henry Gibbs (en) et le conservateur et maire de Toronto James Beaty, junior (en) est élu député fédéral de Toronto-Ouest à la suite de la nomination du même parti John Beverley Robinson (en) de lieutenant-gouverneur.

### Novembre
- 8 novembre : le député libéral fédéral de l'Oxford-Nord Thomas Oliver (en) est décédé en fonction à Woodstock à l'âge de 59 ans.

### Décembre
- 9 décembre : le libéral James Sutherland (en) est élu député fédéral de l'Oxford-Nord à la suite de la mort du même parti Thomas Oliver (en) le 8 novembre dernier.

## Naissances
- 13 avril : Charles Christie, l'un des fondateurs d'un studio du cinéma Christie Film Company († 1er octobre 1955).
- 12 octobre : Healey Willan, organisateur et compositeur († 16 février 1968).

## Décès
- 9 mai : George Brown, journaliste, premier ministre du Canada-Uni (1858), premier chef du Parti libéral de l'Ontario (1857-1873), chef du Parti libéral du Canada (1867) et sénateur de Lambton (1873-1880) (° 29 novembre 1818).
- 23 juillet : George Bennett (en), meurtrier d'avoir battu avec son fusil à George Brown en mars 1880.
- 8 octobre : Caleb Hopkins (en), fermier et politicien (° 1785).
- 8 novembre : Thomas Oliver (en), député fédéral de l'Oxford-Nord (1867-1880) (° Mars 1821).
- 14 décembre : David Christie, président du Sénat du Canada (1874-1878) (° 1er octobre 1818).